# Nassarius sinusigerus
Nassarius sinusigerus là một loài ốc biển, là động vật thân mềm chân bụng sống ở biển thuộc họ Nassariidae.

## Miêu tả
Kích thước vỏ ốc khoảng 6.5 mm và 12 mm

## Phân bố
Loài này phân bố ở Biển Đỏ và ở Ấn Độ Dương dọc theo Madagascar và ở giữa Thái Bình Dương.